# Karl Gandorfer

Karl Gandorfer (Porträtfotografie 1919)

Karl Gandorfer, bisweilen auch Carl Gandorfer (geboren am 23. Februar 1875 in Pfaffenberg; gestorben am 21. August 1932 in München) war ein deutscher Politiker des Bayerischen Bauernbundes (BBB), der 1922 in Bayerischer Bauern- und Mittelstandsbund umbenannt wurde. Diesen vertrat er ab 1928 in der deutschlandweit gebildeten Deutschen Bauernpartei (DBP).
Als Mandatsträger war Gandorfer in unterschiedlichen Parlamenten und politischen Gremien während der letzten Jahre des Deutschen Kaiserreichs und in der Weimarer Republik vertreten, so als Mitglied des Bayerischen Landtags (1913–1918 und 1919–1924) wie auch des Reichstags (Weimarer Nationalversammlung 1919/20 und Reichstag 1928–1932). Darüber hinaus war er nach dem Unfalltod seines Bruders Ludwig an dessen Stelle getreten und fungierte unter der Ministerpräsidentschaft Kurt Eisners in der Folge der Novemberrevolution als Vorsitzender des Zentralbauernrates im neu proklamierten Freistaat, der Republik Bayern. In diesem Amt war er indirekt an der bayerischen Revolutionsregierung zwischen November 1918 und Februar 1919 beteiligt.

## Leben

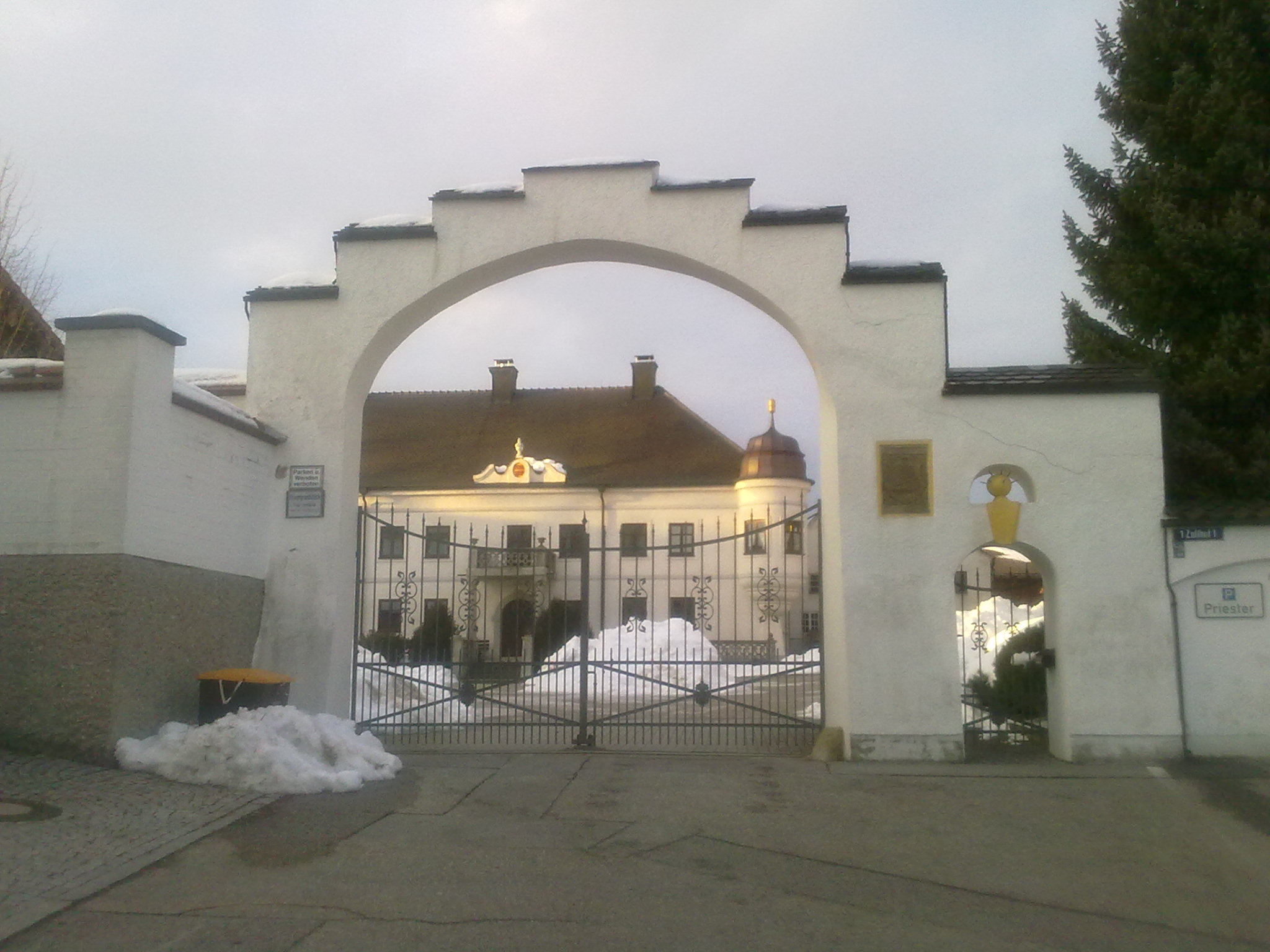
Der Eingang zum heutigen Zollhof (Fotografie von 2010), dem ehemaligen Anwesen der Gebrüder Gandorfer, heute ein Baudenkmal im Ortsteil Pfaffenberg der Gemeinde Mallersdorf-Pfaffenberg

Gandorfer wurde als Sohn eines selbständigen Landwirts im niederbayerischen Pfaffenberg geboren. Von 1881 bis 1888 besuchte er die Volksschule. Anschließend betrieb er – zeitweise zusammen mit seinem Bruder Ludwig Gandorfer – eine eigene Landwirtschaft als Bauer in Pfaffenberg. Sein Gut hatte eine Größe von etwas weniger 1000 Tagwerk. 1911 wurde er dort Bürgermeister. Parteipolitisch engagierte er sich im linksliberalen Bayerischen Bauernbund, der zeitweilig (ab den 1890er Jahren) zusammen mit den Sozialdemokraten in der Landespolitik Bayerns die antiklerikale Opposition zur katholischen Bayerischen Zentrumspartei bildete.
Im Jahr 1913 rückte Gandorfer im Zuge einer Nachwahl für den aus der Zentrumsfraktion des Landtags abberufenen Straubinger Pfarrer Jakob Wagner nach und war bis 1918 Mandatsträger des Bauernbundes in der bayerischen Abgeordnetenkammer, der zweiten Parlamentskammer. Dort entwickelte er sich rasch zu einem Protagonisten des linken Flügels des BBB. Als solcher versuchte er gegen Ende des Ersten Weltkriegs im Herbst 1918 zusammen mit seinem Bruder Ludwig, der 1917 von der SPD zur USPD gewechselt war, die Landbevölkerung in Niederbayern für eine revolutionäre Radikalisierung zu gewinnen.
Ab Juni 1918 nahmen die Gebrüder Gandorfer den 15-jährigen Wilhelm („Helmi“) Liebknecht, einen Sohn des infolge seines Antikriegsengagements zu der Zeit noch inhaftierten Anführers der Spartakusgruppe, Karl Liebknecht, auf ihrem landwirtschaftlichen Anwesen, dem Zollhof auf. Später folgten bis September 1918 zusätzlich die weiteren Geschwister Robert und Vera Liebknecht, da der Aufenthalt in Berlin den Eltern als zu unsicher erschien.
Während der Novemberrevolution in Bayern unterstützte Karl Gandorfer als Galionsfigur der sogenannten „niederbayerischen Radikalen“ den Sturz der Wittelsbacher-Monarchie und die Ausrufung des Freistaates Bayern bzw. der bayerischen Republik. Nach dem Unfalltod Ludwig Gandorfers am 10. November 1918 trat er in den folgenden drei Monaten als Vorsitzender des Zentralbauernrates, der auch als Parlamentarischer Bauernrat bezeichnet wurde, in der bayerischen Revolutionsregierung unter Kurt Eisner (USPD) an die Stelle seines Bruders. Im Januar 1919 wurde Gandorfer zusätzlich als Kandidat des BBB für den Wahlkreis 25 (Niederbayern-Oberpfalz) in die Weimarer Nationalversammlung gewählt.
In Bayern war nach der Ermordung Eisners durch einen völkisch-antisemitischen Attentäter ein politisches Machtvakuum entstanden, in dem sich der Zentralrat der bayerischen Republik und der seit Januar 1919 neu gewählte Landtag gegenseitig die Legitimation für eine Regierungsbildung absprachen. Als im April 1919 gegen die vom Landtag eingesetzte SPD-Minderheitsregierung unter Johannes Hoffmann vom Zentralrat und dem Revolutionären Arbeiterrat die Bayerische Räterepublik ausgerufen worden war, zogen einige Bauernräte und die Mehrheit der Anhänger des Bauernbundes, die hinter der nach Bamberg geflohenen Hoffmann-Regierung standen, ihre Unterstützung für Karl Gandorfer zurück. Dieser führte jedoch vorerst weiterhin den Zentralbauernrat an, dessen ausgetretene Mitglieder er durch linke Bauernbündler ersetzte, die die Ausrufung der Räterepublik unterstützten. Um sich einer in den Wirren des Kampfes um die Räterepublik drohenden Verhaftung zu entziehen, tauchte Gandorfer Ende April 1919 kurzzeitig unter.
Nach der gewaltsamen Niederschlagung der Räterepublik durch Freikorps- und Reichswehrverbände konnte Gandorfer seine Reputation im Bauernbund wieder erlangen und war von November 1919 bis 1924 erneut Abgeordneter im Bayerischen Landtag. Im Mai 1928 wurde er als Kandidat der Deutschen Bauernpartei (DBP) – in der er ein Repräsentant des bayerischen Bauernbunds war – für den Wahlkreis 25 (Niederbayern) in den Reichstag der Weimarer Republik gewählt, dem er ohne weitere Unterbrechung bis zu seinem Tod angehörte.
In seinen letzten Jahren stellte sich Gandorfer nicht nur als Reichstagsabgeordneter öffentlich gegen den erstarkenden Nationalsozialismus. In seiner Funktion als Pfaffenberger Bürgermeister ließ er 1930 bei einer politischen Veranstaltung vor Ort den bereits seit 1929 als „Reichsführer SS“ fungierenden Heinrich Himmler des Saales verweisen.
Gandorfer starb im August 1932 – etwa ein halbes Jahr vor der Machtübernahme Hitlers und seiner NSDAP – im Alter von 57 Jahren an den Folgen einer Diabetes-Erkrankung.